# Pontos extremos da Eslováquia

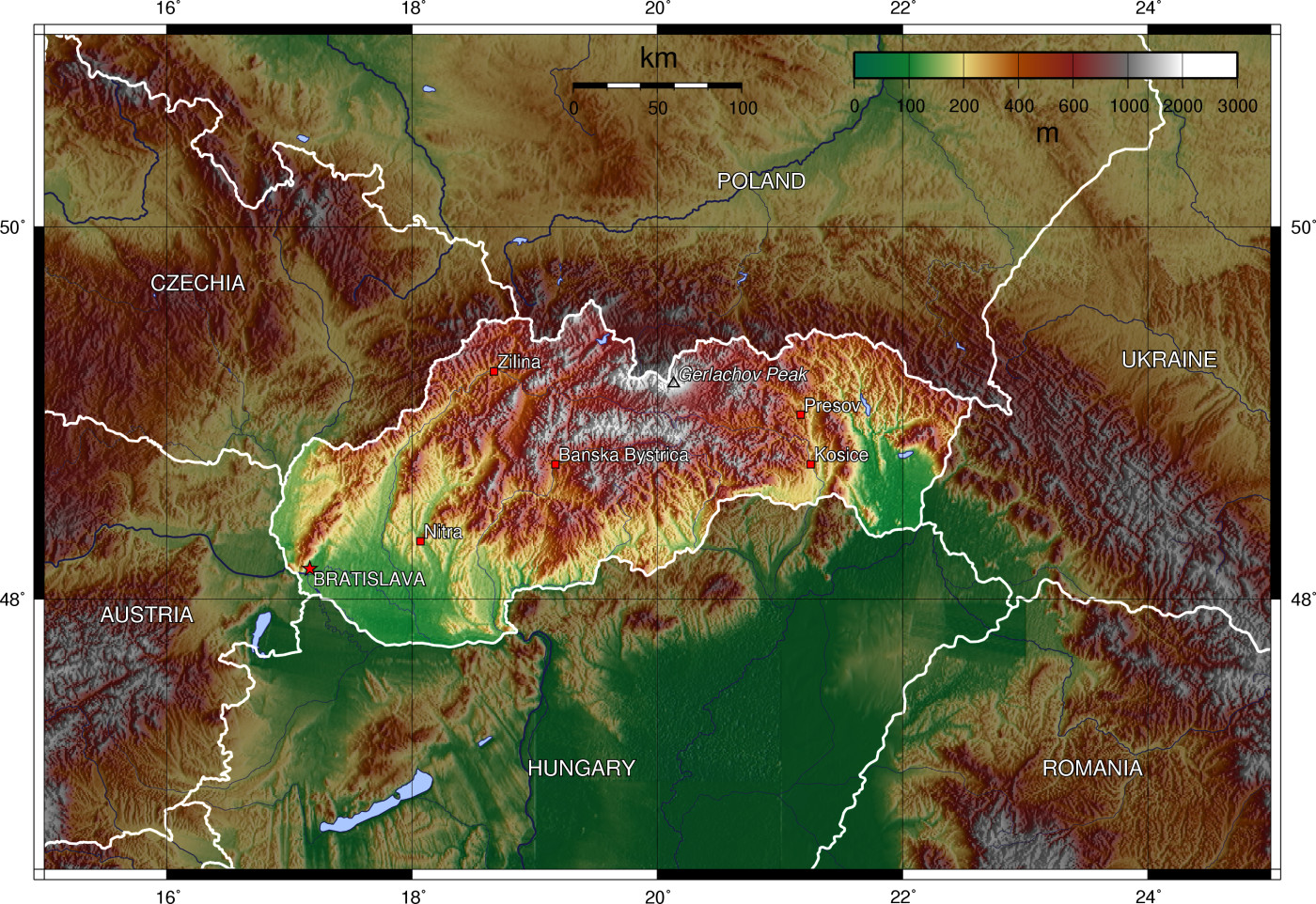
Mapa topográfico da Eslováquia

Esta é a lista dos Pontos extremos da Eslováquia, onde estão as localidades mais a norte, sul, leste e oeste do território eslovaco.

## Latitude e Longitude
- Ponto mais setentrional: Orava
- Ponto mais meridional: Patince
- Ponto mais ocidental: perto de Záhorká Ves
- Ponto mais oriental: Nová Sedilca

A distância entre o ponto mais ocidental e o mais oriental é de 428 km.

## Altitude
- Ponto mais alto: Gerlachovský štít, Alto Tatras (2655 m)
- Ponto mais baixo: Streda nad Bodrogom (94 m)

## Outros extremos
- Rio mais longo: Rio Váh
- Lago montanhoso mais profundo: Velke Hincove pleso, High Tatras (53 metros de profundidade)
- Lago montanhoso mais alto: Modre pliesko, High Tatras (2157 m de altitude)